# Gouverneurswahl in der Region Krasnojarsk 2018

Ergebnis für Alexander Uss der Partei Einiges Russland nach Stimmkreisen

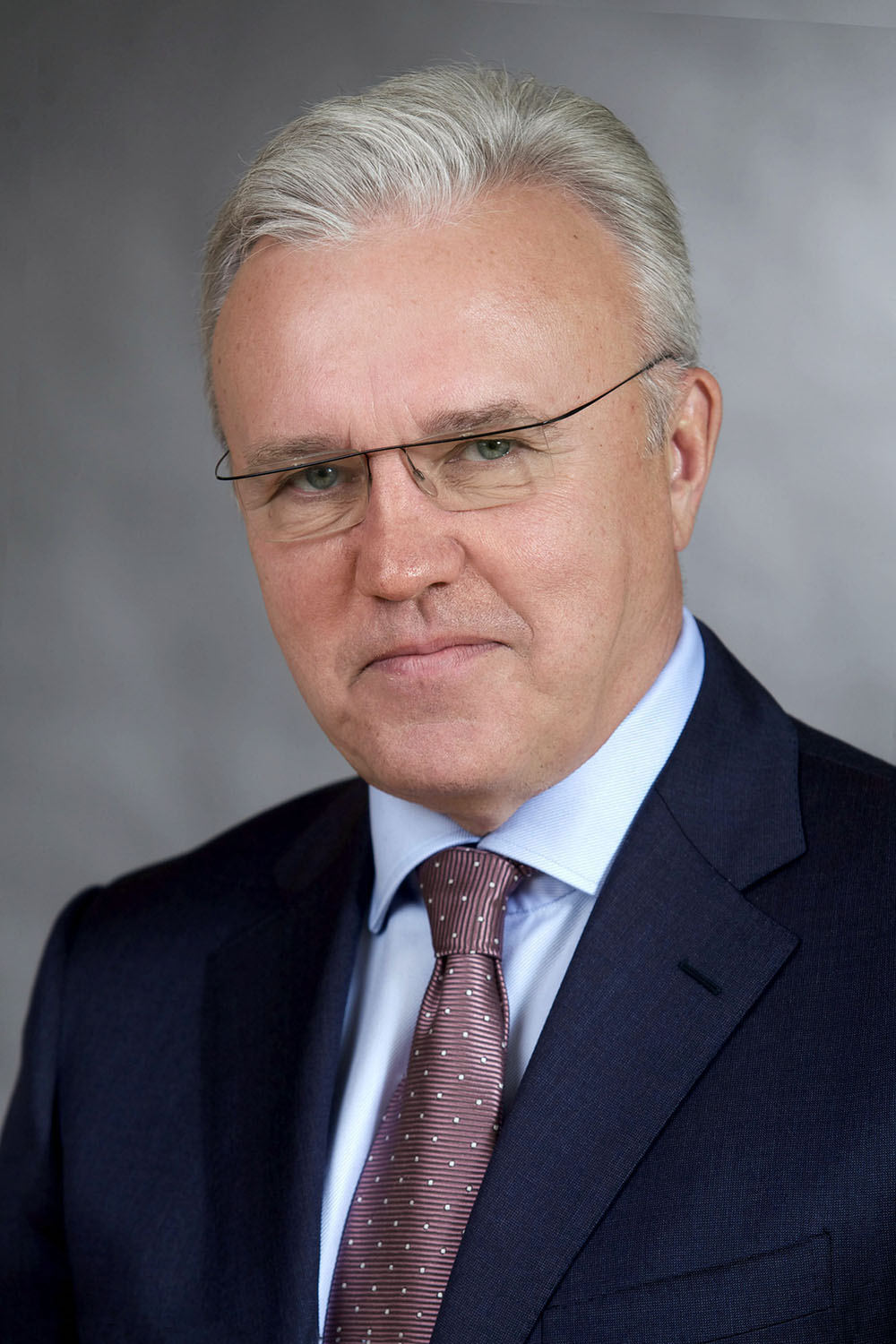
Wahlsieger Alexander Uss

Die Gouverneurswahl in der Region Krasnojarsk 2018 war die zweite Wahl des Gouverneurs der Region Krasnojarsk, einem russischen Föderationssubjekt im Föderationskreis Sibirien, nach der Wiedereinführung der Direktwahl bei der Gouverneurswahl in der Region Krasnojarsk 2014. Die Wahl fand am 9. September 2018 statt.

## Ausgangslage
Am 27. September 2017 gab der im Jahr 2014 gewählte Gouverneur Wiktor Alexandrowitsch Tolokonski seinen Rücktritt bekannt. Am 29. September 2017 nahm Präsident Wladimir Putin den Rücktritt an und ernannte Alexander Wiktorowitsch Uss zum Gouverneur ad interim. Er war zuvor Sprecher der Gesetzgebenden Versammlung der Region Krasnojarsk. Alexander Wiktorowitsch Uss bestätigte später auch seine Teilnahme an der nächsten Gouverneurswahl im September 2018. Bereits 2002 nahm er an der Gouverneurswahl teil und unterlag Alexander Gennadijewitsch Chloponin mit 41,83 % der Stimmen.

## Wahlsystem
Alle wahlberechtigten Bürger haben eine Stimme, die sie einem der registrierten Kandidaten geben können. Ein Kandidat ist gewählt, wenn er mehr als 50 % der abgegebenen Stimmen, also eine absolute Mehrheit, erhält. Sollte kein Kandidat diese Stimmenanzahl erreichen, wird ein zweiter Wahlgang angesetzt, an dem die beiden Kandidaten mit den meisten Stimmen aus dem ersten Wahlgang teilnehmen. Im zweiten Wahlgang muss ein Kandidat nur die relative Mehrheit erhalten, um die Wahl zu gewinnen. Dieser Fall kann eintreten, da auch leere Stimmzettel Anteile des Gesamtergebnisses einnehmen, sodass beide Kandidaten unter 50 % der Stimmen erhalten und zum Beispiel 2 % leere Stimmzettel sind. Im ersten Wahlgang nehmen die leeren Stimmzettel auch Teile des Gesamtergebnisses ein, dort ist eine absolute Mehrheit unter Berücksichtigung der leeren Stimmzettel nötig.
Um sich als Kandidat auf dem Stimmzettel zu registrieren, muss man den kommunalen Filter überwinden. Dazu muss man einen vorgegebenen Anteil an Unterschriften von Abgeordneten der Kommunalparlamente in der Region einholen. Diese müssen aus verschiedenen Rajonen und Stadtkreisen kommen.

## Kandidaten
| Kandidat                         | Partei                                 | Registrierung                    |
| -------------------------------- | -------------------------------------- | -------------------------------- |
| Jegor Sergejewitsch Bondarenko   | Liberal-Demokratische Partei Russlands | registriert                      |
| Alexander Sergejewitsch Lympio   | Gerechtes Russland                     | registriert                      |
| Iwan Alexandrowitsch Serebrjakow | Patrioten Russlands                    | an kommunalem Filter gescheitert |
| Alexander Wiktorowitsch Uss      | Einiges Russland                       | registriert                      |

Die Kommunistische Partei der Russischen Föderation plante, ihren parteilosen Kandidaten für die Präsidentschaftswahl in Russland 2018, Pawel Grudinin, in die Wahl um das Gouverneursamt zu schicken, beschloss aber schließlich, die Teilnahme an der Wahl zu verweigern.

## Ergebnis
| Position              | Kandidat                       | Partei                                 | Stimmen | Anteil  |
| --------------------- | ------------------------------ | -------------------------------------- | ------- | ------- |
| 1.                    | Alexander Wiktorowitsch Uss    | Einiges Russland                       | 356.820 | 60,19 % |
| 2.                    | Jegor Sergejewitsch Bondarenko | Liberal-Demokratische Partei Russlands | 138.364 | 23,34 % |
| 3.                    | Alexander Sergejewitsch Lympio | Gerechtes Russland                     | 73.037  | 12,32 % |
| gültige Stimmzettel   | gültige Stimmzettel            | gültige Stimmzettel                    | 568.221 | 95,86 % |
| ungültige Stimmzettel | ungültige Stimmzettel          | ungültige Stimmzettel                  | 24.566  | 4,14 %  |
| Stimmen               | Stimmen                        | Stimmen                                | 592.787 | 100 %   |

Von 2.050.793 wahlberechtigten Bürgern gaben 592.787 Personen ihre Stimme ab. Das entspricht einer Wahlbeteiligung von 28,91 %.